# Russi
Russi je italské město, které leží v provincii Ravenna, v oblasti Emilia-Romagna. Nachází se asi 13 km od Ravenny.

## Fotografie

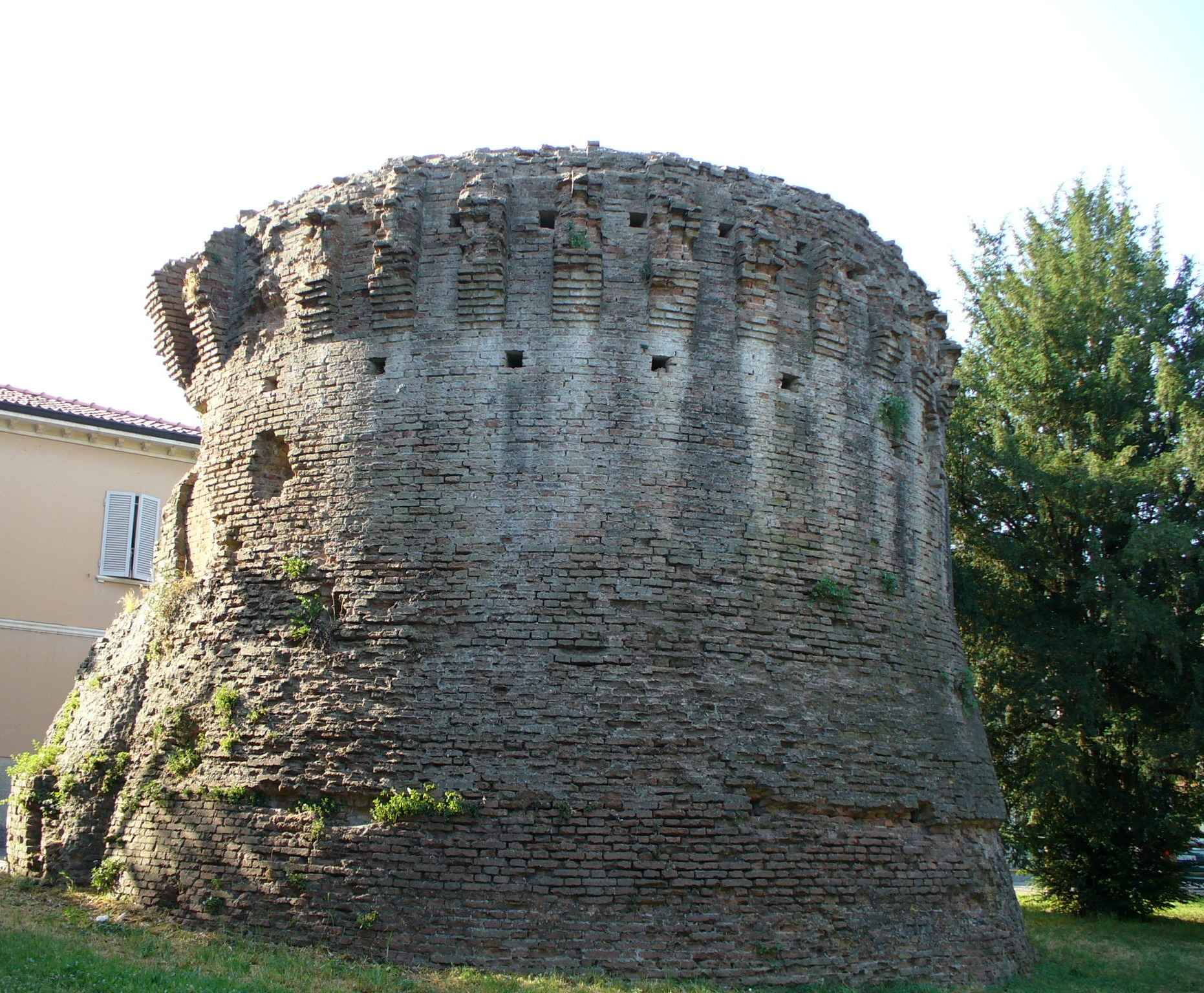
Pozůstatek opevnění
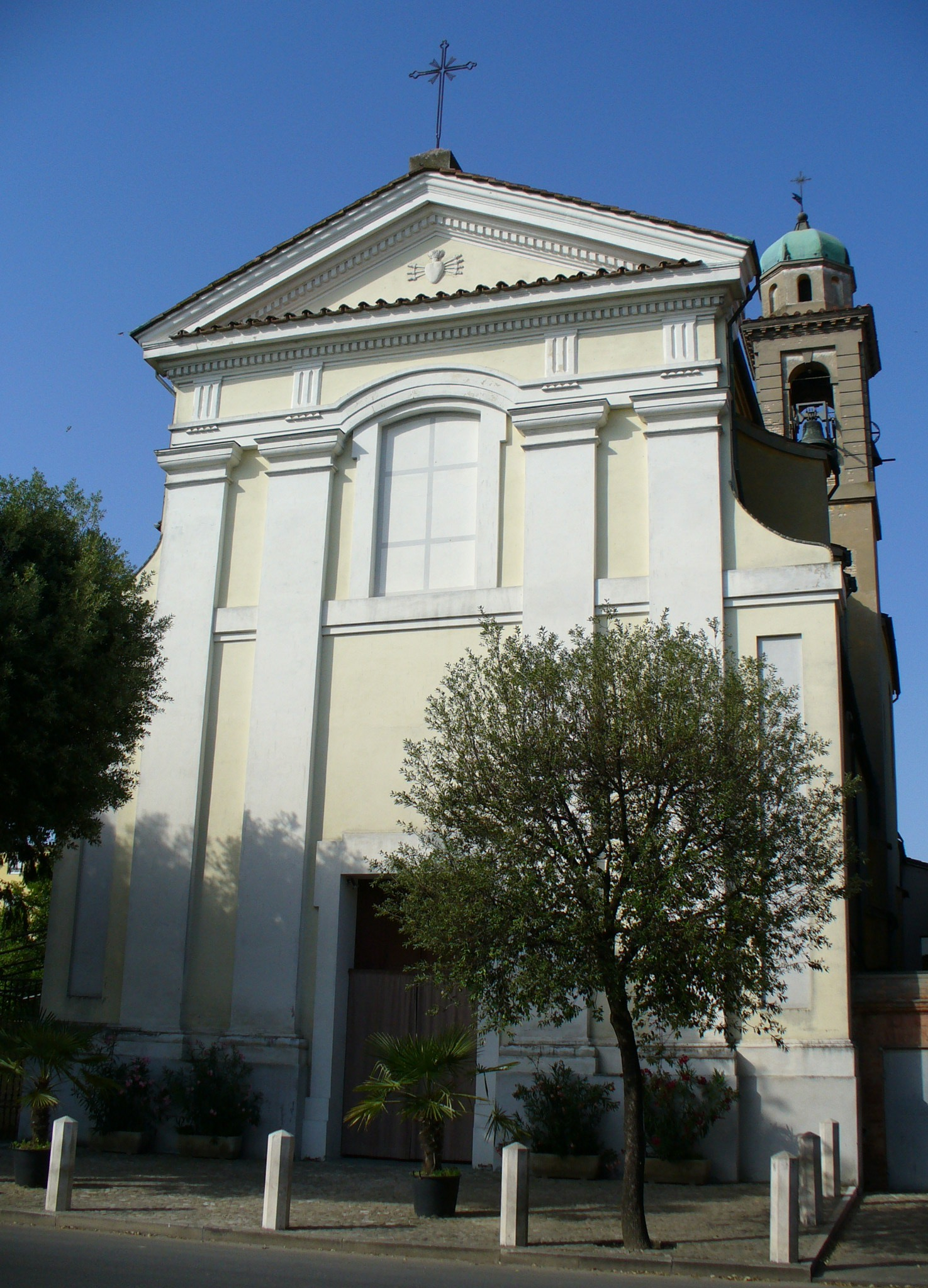
Průčelí kostela

## Partnerská města
- Saluggia, Itálie
- Podbořany, Česko
- Bopfingen, Německo
- Swords, Irsko
- Beaumont, Francie